# Moșoaia
Moșoaia is een Roemeense gemeente in het district Argeș.
Moșoaia telt 4409 inwoners.